# المعالم الأثرية المحمية من قبل الدولة في الهند
تحتوي هذه المقالة على قوائم المعالم الأثرية المحمية من قبل الدولة في الهند (بالإنجليزية: State Protected Monuments of India).

## جدول المعالم الأثرية
تتم تعيين المعالم الأثرية المحمية من قبل هيئة المسح الأثري الهندية. حكومات الولايات في الهند مفوضة بصيانة وحماية وتطوير المعالم الأثرية المحمية من قبل الدولة.